# Communauté de communes de la région de Doué-la-Fontaine
La communauté de communes de la région de Doué-la-Fontaine est une ancienne communauté de communes française située dans le département de Maine-et-Loire et la région Pays de la Loire.
Elle se situait dans la région du Saumurois et faisait partie du syndicat mixte Grand Saumurois.

## Composition
La communauté de communes de la région de Doué la Fontaine regroupait onze communes :
| Nom                      | Code Insee | Gentilé         | Superficie (km2) | Population (dernière pop. légale) | Densité (hab./km2) |
| ------------------------ | ---------- | --------------- | ---------------- | --------------------------------- | ------------------ |
| Doué-la-Fontaine (siège) | 49125      | Douessins       | 35,90            | 7 588 (2014)                      | 211                |
| Brigné                   | 49047      | Brignéens       | 14,63            | 446 (2014)                        | 30                 |
| Concourson-sur-Layon     | 49104      | Concoursonnais  | 18,21            | 559 (2014)                        | 31                 |
| Dénezé-sous-Doué         | 49121      | Denezéens       | 23,77            | 467 (2014)                        | 20                 |
| Forges                   | 49141      | Forgéens        | 9,01             | 300 (2014)                        | 33                 |
| Louresse-Rochemenier     | 49182      | Louressiens     | 25,82            | 805 (2014)                        | 31                 |
| Meigné                   | 49198      | Meignéens       | 13,19            | 375 (2014)                        | 28                 |
| Montfort                 | 49207      | Montfortais     | 4,41             | 106 (2014)                        | 24                 |
| Saint-Georges-sur-Layon  | 49282      | Saint-Georgeois | 22,50            | 771 (2014)                        | 34                 |
| Les Ulmes                | 49359      | Ulmois          | 8,10             | 584 (2014)                        | 72                 |
| Les Verchers-sur-Layon   | 49365      | Verchéens       | 30,70            | 898 (2014)                        | 29                 |

## Historique
La communauté de communes de la région de Doué la Fontaine a été créée le 1er janvier 2001, par arrêté préfectoral du 29 novembre 2000.
L'intercommunalité étend ses compétences en 2013 aux domaines de la culture, du sport et de l'action sociale, et en 2014 à l'élaboration du schéma d'aménagement et de gestion des eaux (SAGE) du Thouet.
Le schéma départemental de coopération intercommunale de Maine-et-Loire, approuvé le 22 janvier 2016 par la commission départementale de coopération intercommunale, a préparé la fusion de la communauté de communes de la région de Doué-la-Fontaine avec la communauté d'agglomération de Saumur Loire Développement, la communauté de communes du Gennois, et la communauté de communes Loire Longué, soit l'ensemble du Pays Grand Saumurois, résultant dans la formation de la Communauté d'agglomération Saumur Val de Loire, créée le 1er janvier 2017.

## Administration

### Compétences
Cet établissement public de coopération intercommunale intervient dans plusieurs domaines :
- développement économique,
- aménagement de l’espace communautaire,
- politique du logement et du cadre de vie,
- création, aménagement et entretien de la voirie d’intérêt communautaire,
- protection et mise en valeur de l’environnement,
- actions et équipements en matière culturels et sportifs,
- action sociale d’intérêt communautaire,
- création d’une zone de développement Éolien.

### Présidence
| Période | Période | Identité         | Étiquette | Qualité                   |
| ------- | ------- | ---------------- | --------- | ------------------------- |
| 2001    | 2014    | Jean-Pierre Pohu |           | Maire de Doué-la-Fontaine |
| 2014    | 2016    | Michel Pattée    | SE        | Maire de Doué-la-Fontaine |

## Population

### Démographie
| 2001 | 2003 | 2006   | 2009   | 2012   | 2013   | 2015 |
| ---- | ---- | ------ | ------ | ------ | ------ | ---- |
| -    | -    | 12 274 | 12 614 | 12 792 | 12 897 | -    |

### Logement
On comptait en 2009, sur le territoire de la communauté de communes, 5 810 logements, pour un total sur le département de 360 144. 89 % étaient des résidences principales, et 66 % des ménages en étaient propriétaires.

### Revenus
En 2010, le revenu fiscal médian par ménage sur la communauté de communes était de 16 407 €, pour une moyenne sur le département de 17 632 €.

## Économie
Sur 1 181 établissements présents sur l'intercommunalité à fin 2010, 31 % relevaient du secteur de l'agriculture (pour 17 % sur l'ensemble du département), 7 % relevaient du secteur de l'industrie, 9 % du secteur de la construction, 43 % du secteur du commerce et des services (pour 53 % sur le département) et 12 % de celui de l'administration et de la santé.